# L'Homme qui marche (album)
Pour les articles homonymes, voir L'Homme qui marche.
Albums de Étienne Daho
Diskönoir Live
(2014) Blitz
(2017)
L'Homme qui marche est une compilation de chansons d'Étienne Daho publiée en 2015. 
Elle est composée de titres remastérisés et quelques inédits. Cette compilation tire son nom de la chanson éponyme publiée initialement sur l'album Les Chansons de l'innocence retrouvée en 2013.

## Liste des titres

### Version disque compact
Disque audio 1
1. Il ne dira pas - 2:54
2. Le Grand Sommeil - 4:02
3. Sortir ce soir - 3:44
4. Week-end à Rome - 4:10
5. Tombé pour la France - 4:13
6. Épaule Tattoo - 4:23
7. Duel au soleil - 4:21
8. Soleil de minuit - 3:52
9. Bleu comme toi - 3:24
10. Des Heures Hindoues - 3:48
11. Saudade - 3:28
12. Des Attractions désastre - 3:08
13. Les Voyages immobiles - 3:05
14. Comme un igloo - 3:51
15. Un Homme à la mer - 3:51
16. Mon manège à moi - 3:52
17. Jungle pulse (avec Saint-Etienne) - 3:49
18. Tous les goûts sont dans ma nature - (avec Jacques Dutronc) - 3:04

Disque audio 2
1. Au commencement - 3:55
2. Soudain - 3:20
3. Les Bords de Seine - 3:28
4. Le Premier Jour du reste de ta vie - 4:04
5. Le Brasier - 3:59
6. Rendez-vous à Vedra - 3:41
7. Ouverture - 4:07
8. Comme un boomerang (avec Dani)- 2:56
9. Retour à toi - 3:33
10. If (avec Charlotte Gainsbourg) - 3:30
11. L'Invitation - 3:38
12. L'Adorer - 3:46
13. Les Chansons de l'innocence - 3:38
14. La Peau Dure - 3:25
15. En Surface - 2:43
16. L'Homme qui marche - 4:09
17. La Ville (avec Daniel Darc) - 3:38
18. Paris sens interdits - 3:20

Disque vidéo
- Étienne Daho, un itinéraire pop moderne : film documentaire réalisé par Antoine Carlier[1]

### Version disque vinyle
Disque 1
1. Le Grand Sommeil - 4:02
2. Week-end à Rome - 4:10
3. Tombé pour la France - 4:13
4. Épaule Tattoo - 4:23
5. Duel au soleil - 4:21
6. Bleu comme toi - 3:24
7. Des Heures Hindoues - 3:48
8. Saudade - 3:28
9. Des Attractions désastre - 3:08
10. Mon manège à moi - 3:52

Disque 2
1. Soudain - 3:20
2. Le Premier Jour du reste de ta vie - 4:04
3. Le Brasier - 3:59
4. Ouverture - 4:07
5. Comme un boomerang (avec Dani)- 2:56
6. Retour à toi - 3:33
7. If (avec Charlotte Gainsbourg) - 3:30
8. L'Adorer - 3:46
9. La Peau Dure - 3:25
10. Paris Sens Interdits (version mixée par Tony Visconti) - 3:20